# 萨瓦纳区

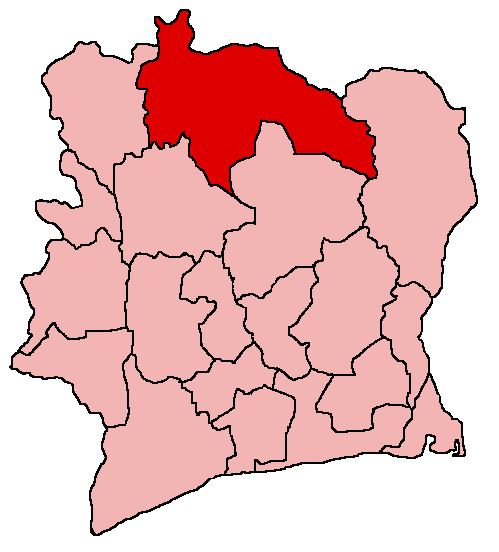
萨瓦纳区

萨瓦纳区（法語：Région des Savanes）是科特迪瓦原有的19个区之一，首府科霍戈（法語：Korhogo）。区名的意思是稀树草原（savanna，萨凡纳草原）。2011年后改为现萨瓦内区。北与马里和布基纳法索接壤，南边从西到东分别于科特迪瓦国内原有的登盖莱区、沃罗杜古区、邦达马河谷区及赞赞区相邻。面积40,323平方公里，2000年人口1,081,000人。

## 行政区划
该区有6个省（départements）：
- 本贾利省（Département de Boundiali）
- 费尔凯塞杜古省（Département de Ferkessédougou）
- 科霍戈省（Département de Korhogo）
- 腾格雷拉省（Département de Tengréla）
- 库托省（Département de Kouto）
- 万戈洛杜古省（Département d'Ouangolodougou）

9°30′N 5°30′W / 9.5°N 5.5°W